# 쉬니게 플라테역
쉬니게 플라테역(Schynige Platte)은  스위스 베른고원 지역에 있는 쉬니게 플라테 산과 빌더스빌을 연결하는 랙 철도인 쉬니게 플라테 철도의 상부 종점인 기차역이다. 쉬니게 플라테 고산식물원은 역에서 접근할 수 있으며 산정의 호텔과 레스토랑은 인근에 있다.
행정적으로 역은 베른주의 귄들리슈반트(Gündlischwand)에 속한다.

## 운행편
쉬니게 플라테역에는 다음과 같은 여객 열차가 운행된다.
| 운행사             | 형태 | 노선                                        | 편수      | 비고            |
| ------------------ | ---- | ------------------------------------------- | --------- | --------------- |
| 쉬니게 플라테 철도 |      | 빌더스빌 - 브라이트라우에넨 - 스니게 플라테 | 하루 15편 | 하절기에만 운행 |